# Die Kinder der Toten (Film)
Die Kinder der Toten ist ein österreichischer Spielfilm aus dem Jahr 2019 von Kelly Copper und Pavol Liska. Die Premiere erfolgte im Rahmen der Internationalen Filmfestspiele Berlin am 8. Februar 2019, wo der Film in die Sektion Forum eingeladen und mit einem FIPRESCI-Preis ausgezeichnet wurde. Der österreichische Kinostart erfolgte am 5. April 2019, der deutsche Kinostart war am 14. November 2019. Der Film basiert auf dem gleichnamigen Roman von Elfriede Jelinek.

## Handlung
In diesem Heimatfilm mit Blasmusik und Home Movie Horror geistern unter anderem Untote, ein depressiver Förster und eine syrische Dichterfamilie durch die Steiermark. 
So richtet etwa die Witwe eines Nationalsozialisten in einer alten Fabrik ein CINEMA 666 ein, in dem der Vergangenheit nachgetrauert werden kann. Ein Förster wird von seinen toten Söhnen verfolgt, die schon vor Jahren Suizid begangen haben. Eine Sekretärin sieht sich mit einer bösartigen Doppelgängerin konfrontiert und treibt ihre Übermutter in den Wahnsinn.

## Produktion und Hintergrund
Das Projekt des Regie-Paares Kelly Copper und Pavol Liska und deren Nature Theater of Oklahoma aus New York, benannt nach der Laientheatergruppe aus Franz Kafkas Romanfragment Der Verschollene (Amerika), wurde von der Ulrich Seidl Filmproduktion in Zusammenarbeit mit dem Kunstfestival Steirischer Herbst 2017 realisiert. Für den Film wurden rund 80 Laiendarsteller vor Ort gecastet, ebenso waren Blasmusikkapellen und Feuerwehren im Einsatz.
Copper und Liska lasen die Romanvorlage selber nicht. Als Vorbereitung ließen sie sich den Inhalt von Lesern erzählen und eigneten sich ihn durch Wikipedia-Lektüre an.
Die Dreharbeiten auf Super 8 fanden im September und Oktober 2017 in der Steiermark statt. Drehorte waren Originalschauplätze in der Obersteiermark in und um Neuberg an der Mürz. Unterstützt wurde die Produktion vom Österreichischen Filminstitut, vom Land Steiermark und von Cine Art, beteiligt war der Österreichische Rundfunk. Für den Ton zeichnete Matz Müller verantwortlich.
Auf dem Filmfestival Diagonale 2018 in Graz wurden unter anderem das Making-of Die Untoten von Neuberg  von Ulrich A. Reiterer und ein Videointerview mit Elfriede Jelinek sowie eine Ausstellung mit Setfotos gezeigt. Im Rahmen der Verleihung des Nestroy-Theaterpreises 2018 wurde das Projekt mit dem Spezialpreis ausgezeichnet.
Der Film wurde 2019 im Rahmen der Edition österreichischer Film von Hoanzl und dem Standard auf DVD veröffentlicht.

## Rezeption
Andrey Arnold schrieb in der Tageszeitung Die Presse, dass dem Film – obwohl er das österreichische Selbstbild genüsslich durch den brachialsatirischen Fleischwolf drehe – seine Bezirksfaschingsstimmung viel Biss raube. Verglichen mit Schlingensiefs Das deutsche Kettensägenmassaker fehle es diesem sympathischen Seelenkarneval an Dringlichkeit. Politisch bleibe er eher unspezifisch und würde sich irgendwann tot laufen.
Thomas Mießgang bezeichnete den Film auf ZEIT Online als „groteske Metapher für die Nazi-Vergangenheit und die rechtspopulistische Gegenwart Österreichs“. Ein wenig würde der steirische Zombi-Karneval an Blair Witch Project erinnern.
Schriftsteller Clemens J. Setz schrieb in seiner Filmkritik auf derStandard.at: „Ich glaube, ich habe in meinem Leben noch nie etwas so Irres gesehen. Etwas so Narrisches“.

## Auszeichnungen und Nominierungen
Internationale Filmfestspiele Berlin 2019
- FIPRESCI-Preis in der Sektion Forum[14][1]

Österreichischer Filmpreis 2020
- Auszeichnung in der Kategorie Beste Musik (Wolfgang Mitterer)[15]